# Monia Chokri
Monia Chokri (Quebec, 1983) é uma atriz quebequense.
Nascida em ela iniciou sua carreira após terminar seus estudos no Conservatoire d'art dramatique de Montréal em 2005.
Além de ter atuado em várias peças de teatro, em Montreal, ela conseguiu papéis muito diferentes em filmes apresentados no Festival de Cannes por cineastas canadenses: Denys Arcand e Xavier Dolan. Em Les Amours Imaginaires (Os Amores Imaginários), ela interpreta Marie, uma jovem que se apaixona pelo mesmo homem que seu amigo Francis. A qualidade de sua interpretação foi destacada pela crítica, notadamente por Les Inrockuptibles e pelo Jornal Le Monde.

## Filmografia
- 2007: L'Âge des ténèbres de Denys Arcand, Aziza
- 2008: Frédérique au centre de Anne Émond, Frédérique
- 2009: Hier, demain, hier de Xavier Rondeau-Beauchesne, Maya
- 2010: Les Amours Imaginaires, de Xavier Dolan, Marie.
- 2012: Laurence Anyways, de Xavier Dolan, Stéfanie Belair.
- 2012: Babysitter, também diretora, Nadia.